# اضطراب النفاس
اضطراب النفاس(بالإنجليزية: Puerperal disorder) هو اضرابات نفسية تصيب المرأة بعد الولادة.

## الاضطرابات النفسية
وأهم هذه الاضطرابات النفسية التي قد تواجه المرأة في النفاس هي:
-اضطرابات مشاعر المرأة بعد الولادة (-Postnatal Blues)
يحدث في 50% من النساء ويبدأ في اليوم الثاني أو الرابع من الولادة ويستمر لغاية ما يقرب من الأسبوع وهو يعد نوعاً من اضطرابات المزاج وليس مرض نفسي، وتشخيصه غالباً يعتمد على أعراض تبديها المرأة من حزن عميق إلى بكاء مستمر إلى عدم النوم وعدم القدرة على التركيز وألم في الراس وعدم الاهتمام الكافي في الطفل وأحياناً رفض كامل للجنين وهنا يأتي دور مستشار النسائية في علاجها و تثقيفها
-اكتئاب ما بعد الولادة (postnatal depression)
تكون نسبة حدوثه 25% ويكون في خلال السنة الأولى بعد الولادة وتبلغ شدته القصوى بعد أربعة أسابيع من الولادة وتكون الأعراض المصاحبة ما بين البسيطة والمتوسطة والشديدة في حدتها وقد تضم:
-الشعور بالإرهاق والعصبية
-فقدان الشهية الجنسية
-شعور دائم بالذنب
-عدم الاهتمام بالوليد وعدم القدرة على التعامل مع احتياجات الطفل
تتأثر به عادة الزوجات اللواتي يتعرضن إلى خلاف زوجي أو انتكاسة ما على الصعيد العاطفي قبل فترة قصيرة من الولادة وليس أثناء الولادة وهو بحاجة إلى أدوية خاصة مضادة للإحباط من قبل الطبيب.
-اضطرابات نفسية مرافقة للنفاس (puerperal psychosis)
تحدث في ولادة من بين كل 500 ولادة وتبدا في اليوم الثالث إلى السابع من الولادة وهو الأخطر سواء بالنسبة إلى الأم أو للطفل، وفي دراسة حديثة بهدا الشأن تبيّن أن 5% من السيدات يلجأن للانتحار وأن 4% منهم يقتلن أطفالهن وعلينا الإدراك أن الأعراض المصاحبة له تكون منكرة وغير معترف بها من السيدة ويكون مصاحبا لها العديد من التصرفات الشاذة:
-وهم (اDelusion)
-هلوسة (Hallucination)
-تشوش (Confusion)
-خلل في الإدراك(Cognitive impairment)
-ذهان ما بعد الولادة(Postpartum psychosis)
-هوس النفاس ː
وهو مرض عقلي نادر لكنه خطير يمكن أن يصيب النساء اللاتي قد أنجبن مؤخراً. وهو أقل شيوعاً بكثير من اكتئاب ما بعد الولادة، ويصيب واحدة إلى اثنتين من بين كل 1000 أمّ.
تختلف كل حالة من حالات هوس النفاس عن الأخرى، وتتضمن الأعراض الشائعة ما يلي:
-الهلوسة: سماع أصوات ورؤية أشياء غير موجودة.
-التقلبات المزاجية السريعة والحادة.
-الشعور بالانفصال عن الواقع
-الشعور بالارتباك والتشوش الشديدين
-التوهم.

## أنظر ايضاً
- حمى النفاس
- تحريض المخاض

## وصلات خارجية
http://www.rightdiagnosis.com/p/puerperal_disorders/intro.htm
قالب:Medical conditions
قالب:Pathology of pregnancy, childbirth and the puerperium